# Pachycephala lanioides
Pachycephala lanioides là một loài chim trong họ Pachycephalidae.